# Stan Vickers
Stanley Frank "Stan" Vickers, född 18 juni 1932 i Lewisham i Storlondon, död 17 april 2013 i Seaford, var en brittisk friidrottare.
Vickers blev olympisk bronsmedaljör på 20 kilometer gång vid sommarspelen 1960 i Rom.